# Orgyia badia
Orgyia badia är en fjärilsart som beskrevs av H.Edwards 1874. Orgyia badia ingår i släktet fjädertofsspinnare, och familjen tofsspinnare. Inga underarter finns listade i Catalogue of Life.